# Розорення Трипілля (1659)
Розорення Трипілля у 1659 році — битва військ Московського царства навесні 1659 року під час московсько--української війни 1658–1659 років.
Один із епізодів московсько-української війни 1658–1659 років, коли московські війська захопили, пограбували і спалили містечко Трипілля.
Захоплення і спалення Трипілля військами воєводи Василя Шереметьєва відбулося 18 травня 1659 року. На думку більшості дослідників, київський воєвода спалив Трипілля для того, щоб знищити можливу базу для військ гетьмана Виговського на Правобережжі. Так, ще восени 1658 року російські рейтари розбили загін козаків поблизу Трипілля. Навесні 1659 року київський воєвода вирішив, що не варто залишати наподалік Києва можливу базу для противника, тому у Трипілля було послано війська.
Згдіно свідчення полковника Василя Дворецького, аби в Шереметьєва було більше війська, то після Трипілля він міг іти походом на Чигирин:
|  | Василей Борисович им на 12 миль докучает и ныне не вдавне, от Киева в мести милях, город Триполье, в котором было несколько тысяч казаков, добыл и сжег; естлиб ему помочи было, то и в Чигирине бы не усиделись |